# Ariana Rivoire
Pour les articles homonymes, voir Rivoire.
Ariana-Suelen Rivoire est une actrice française , née le 4 mars 1995.

## Biographie
Née en mars 1995, elle précise également qu'elle est la seule membre de sa famille à être sourde. Ariana-Suelen Rivoire est « Comme toujours dans un casting, on voit des gens intéressants sans forcément trouver la personne que l’on cherche. Jusqu’au jour où j’en ai repéré une qui n’était pas venue au casting, parce que, m’a-t-elle dit, elle avait oublié de s’inscrire ! Cela a été une évidence absolue, c’était elle et pas une autre. »à Chambéry. Il l'engage pour le rôle-titre du film Marie Heurtin, aux côtés d'Isabelle Carré et de Noémie Churlet de Jean-Pierre Améris
En mi-novembre 2014, l'académie des arts et techniques du cinéma dévoile son nom parmi les seize actrices sélectionnées dans la catégorie du meilleur espoir féminin pour la 40e cérémonie des César du cinéma ayant lieu en février 2015.

## Filmographie

### Cinéma

#### Longs métrages
- 2014 : Marie Heurtin de Jean-Pierre Améris : Marie Heurtin
- 2022 : Les Folies fermières de Jean-Pierre Améris : Gabrielle

#### Courts métrages
- 2016 : Bleu-gris de Laetitia Martinucci : Elbe
- 2016 : Les Territoires du silence de Christophe Perton : Esther

### Télévision

#### Séries télévisées
- 2015 : Cherif : Ariane (saison 3, épisode 2 : Le Cri du silence)

## Théâtre
- 2023 : Le Village des sourds de Léonore Confino, mise en scène Catherine Schaub, Théâtre du Rond-Point